# Bronisław Pawłowski

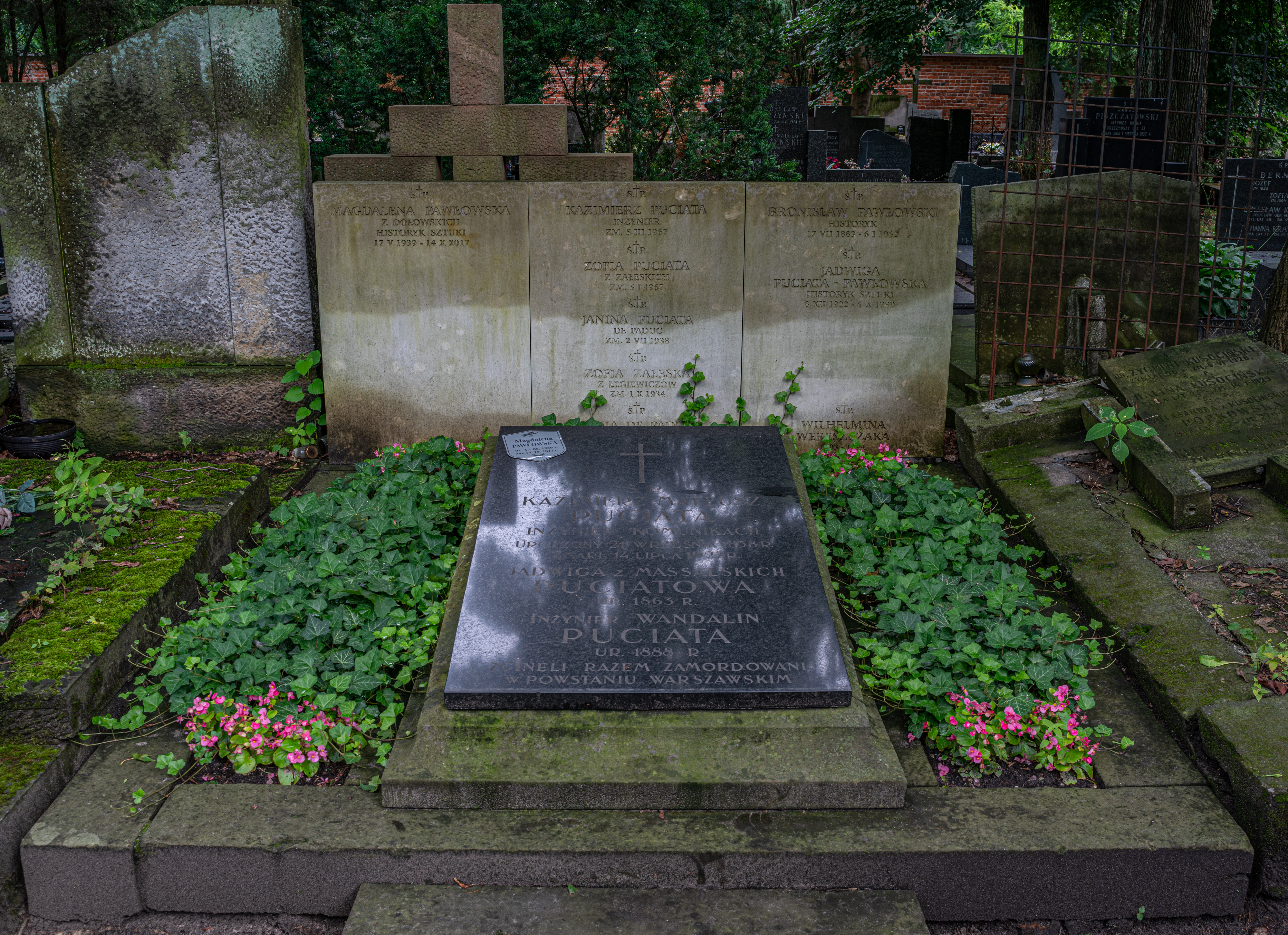
Grób Bronisława Pawłowskiego na cmentarzu Powązkowskim w Warszawie

Bronisław August Pawłowski (ur. 17 sierpnia 1883 we Lwowie, zm. 6 stycznia 1962 w Toruniu) – polski historyk i archiwista, badacz historii wojskowości, podpułkownik administracji Wojska Polskiego, współtwórca i pierwszy dyrektor Centralnego Archiwum Wojskowego, wykładowca Uniwersytetu Warszawskiego i Uniwersytetu Mikołaja Kopernika.

## Życiorys
Był synem Mieczysława Felicjana, urzędnika pocztowego oraz Franciszki z Danielaków. W 1901 ukończył C. K. IV Gimnazjum we Lwowie. Następnie rozpoczął studia na Wydziale Prawnym Uniwersytetu Jana Kazimierza. Po dwóch latach przeniósł się na studia historyczne na Wydziale Filozoficznym. Jego nauczycielami byli między innymi profesorowie: Szymon Askenazy, Tadeusz Wojciechowski, Ludwik Finkel i Bronisław Dembiński. Studia ukończył w 1904 roku.
Po półrocznej praktyce w bibliotece Ossolineum rozpoczął pracę na posadzie zastępcy nauczyciela w C. K. V Gimnazjum we Lwowie. W 1907 roku został zatrudniony w charakterze pomocnika naukowego w Bibliotece Uniwersyteckiej. W czerwcu tegoż roku uzyskał tytuł doktora filozofii, na podstawie rozprawy Wyprawa Dwernickiego na Wołyń i przejście Jego do Galicji, napisanej pod kierunkiem profesora Ryszarda Wernera. W 1910 roku, po uzyskaniu stypendium, odbył studia w archiwach Warszawy i Wiednia.
Od 1912 roku był członkiem „Sokoła”. Od dnia ich powołania był żołnierzem Legionów Polskich, z przydziałem do biura prasowego, a następnie do Archiwum Naczelnego Komitetu Narodowego. W styczniu 1915 roku wszedł, jako przewodniczący sekcji wojskowo-politycznej, do Zarządu Komitetu Polskiego Archiwum Wojennego. W następnym miesiącu zgłosił się na ochotnika do służby frontowej i otrzymał przydział do 2 pułku piechoty na stanowisko komendanta plutonu w II batalionie. 24 marca 1915 został mianowany chorążym kancelaryjnym. Od sierpnia tego roku służył w c. i k. Komendzie II Brygady. 1 listopada 1915 awansował na podporucznika kancelaryjnego i został referentem c. i k. Komendy Grupy Polskich Legionów. Od lutego 1917 był referentem w Komendzie Legionów Polskich. Pod koniec tego roku został urlopowany i postawiony do dyspozycji c. i k. Ministerstwa Dworu i Spraw Wewnętrznych. Uczestniczył w misji badawczej w archiwach warszawskich, kierowanej przez profesora Dembińskiego. Był pracownikiem Komisji Przygotowującej Ustawę i Program Szkoły Rycerskiej im. Tadeusza Kościuszki Tymczasowej Rady Stanu.
Jako podporucznik byłego Polskiego Korpusu Posiłkowego reskryptem Rady Regencyjnej z 31 października 1918 został przydzielony do podległego jej Wojska Polskiego z zatwierdzeniem posiadanego stopnia. Otrzymał przydział jako referent do spraw archiwalnych do Sekcji Naukowej Ministerstwa Spraw Wojskowych. 8 listopada 1918 awansował na porucznika. Po reorganizacji Sekcji Naukowej w grudniu został kierownikiem nowo utworzonego Centralnego Archiwum Wojskowego. Podczas wojny polsko-bolszewickiej zgłosił się jako ochotnik do służby liniowej, służył w sztabie gubernatora wojskowego w Warszawie. W 1921 roku został zweryfikowany w stopniu podpułkownika. Z dniem 31 sierpnia 1931 został przeniesiony w stan spoczynku. Pozostawał na stanowisku szefa Centralnego Archiwum Wojskowego (od 1927 roku Archiwum Wojskowego) do 1933 roku, tworząc podstawy polskiej archiwistyki wojskowej.
W 1933 roku został przeniesiony na emeryturę. Podjął pracę dydaktyczną na Uniwersytecie Warszawskim. 24 czerwca 1934 roku uzyskał habilitację i po jej zatwierdzeniu objął stanowisko docenta. W 1935 roku opublikował pracę Historia wojny polsko-austriackiej 1809 r. Współpracował przy redagowaniu Polskiego Słownika Biograficznego. Podczas okupacji niemieckiej wykładał na tajnych kompletach. 8 sierpnia 1944 roku został aresztowany przez gestapo i wywieziony do obozu w Pruszkowie a następnie we Wrocławiu. Zwolniony został skierowany do pracy niewolniczej w gospodarstwie rolnym na Śląsku, która spowodowała u niego trwałe kalectwo.
Po zakończeniu wojny powrócił do Warszawy, ale wobec zniszczenia mieszkania i utraty księgozbioru oraz materiałów naukowych osiedlił się w Toruniu, obejmując od 1 stycznia 1946 roku stanowisko docenta na Wydziale Humanistycznym Uniwersytetu Mikołaja Kopernika. 27 czerwca 1957 roku otrzymał tytuł profesora nadzwyczajnego historii Polski nowożytnej. Na emeryturę przeszedł w 1960 roku.
Był członkiem Komisji Historycznej i Komisji Historii Wojskowej Polskiej Akademii Umiejętności i członkiem czynnym Towarzystwa Naukowego Warszawskiego.
Zmarł 6 stycznia 1962 roku. Pochowany na cmentarzu Powązkowskim (kwatera 217-4-10,11).
Materiały archiwalne Bronisława Pawłowskiego znajdują się w PAN Archiwum w Warszawie pod sygnaturą III-149.

## Ordery i odznaczenia
- Krzyż Oficerski Orderu Odrodzenia Polski (2 maja 1924)[9][10][11]
- Krzyż Niepodległości (6 czerwca 1931)[12]
- Krzyż Walecznych (1922)
- Krzyż Zasługi na wstędze Medalu Waleczności (Austro-Węgry, 1917)